# Jens Bull
Jens Steenberg Bull, född 25 november 1886, död 1 juni 1956, var en norsk jurist och diplomat. Han spelade sin viktigaste roll under andra världskriget som representant för sitt land i Stockholm. Han var son till Ole Bornemann Bull och bror till Fredrik Rosing Bull.